# 登場
| ウィキペディアには「登場」という見出しの百科事典記事はありません（タイトルに「登場」を含むページの一覧/「登場」で始まるページの一覧）。 代わりにウィクショナリーのページ「登場」が役に立つかもしれません。 |